# Nó 5,1
Na teoria dos nós, o nó 51, também conhecido como nó do Selo de Salomão, é um dos dois nós com cinco cruzamentos, sendo o outro o nó 5,2. Ele é listado como o nó 51 na notação de Alexander-Briggs, e também pode ser descrito como nó 52 em nó toral. O nó 51 é a versão mais próxima do Nó de frade.
O nó 51 é um nó primo. Possui 5 torções e é inversível, sendo um nó quiral. 
Seu polinômio de Alexander é:
{\displaystyle \Delta (t)=t^{2}-t+1-t^{-1}+t^{-2}}{\displaystyle },
seu polinômio de Conway é:
{\displaystyle \nabla (z)=z^{4}+3z^{2}+1}{\displaystyle },
e o seu polinômio de Jones é:
{\displaystyle V(q)=q^{-2}+q^{-4}-q^{-5}+q^{-6}-q^{-7}.}
Esses são os mesmos polinômios que os polinômios de Alexandre, Conway e Jones do nó 10132. No entanto, o polinômio de Kauffman pode ser usado para distinguir esses dois nós.

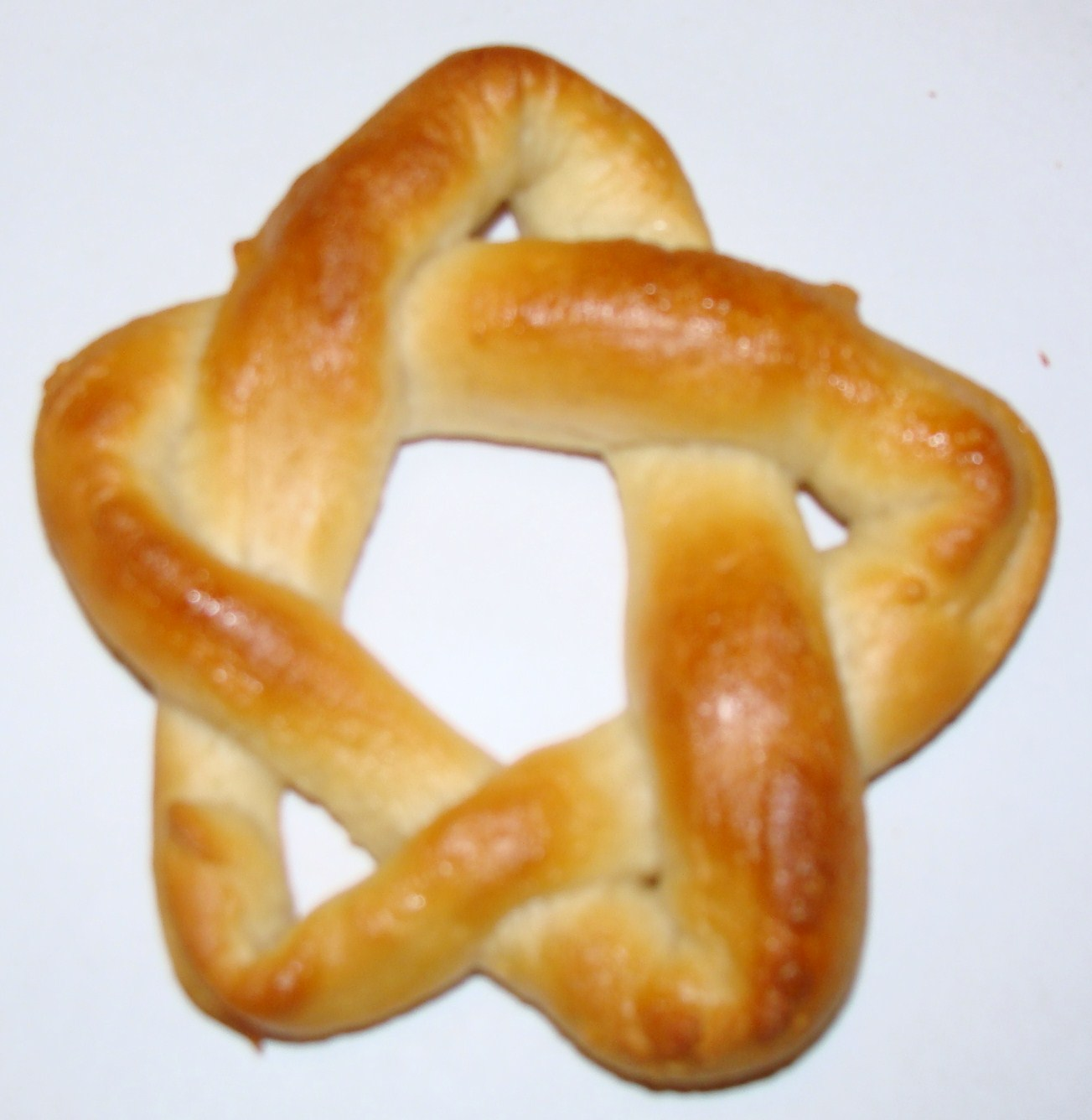
Nó 5_{2}